# دجاج الجنرال تسو
دجاج الجنرال تسو  هو طبق دجاج مقلي حلو وحار يشتهر في المطاعم التي تقدم المطبخ الصيني الأمريكي، المكونات الرئيسية للطبق هي الدجاج، زنجبيل، ثوم، صلصة الصويا، سكر، سمسم، بصل أخضر وفلفل حار.